# Serilophus
Genre
Serilophus est un genre d'oiseaux de la famille des Eurylaimidae.

## Liste des espèces
Selon la classification de référence du Congrès ornithologique international (14.2, 2024) il comporte deux espèces :
- Serilophus rubropygius (Hodgson, 1839) – Eurylaime à sourcils gris
- Serilophus lunatus (Gould, 1834) – Eurylaime de Gould